# 臺灣在嚴重特殊傳染性肺炎疫情期間的撤僑行動
嚴重特殊傳染性肺炎疫情期間，境外臺灣籍公民的撤離行動。

## 2020年
隨著全球撤僑行動展開，中華民國政府第一批撤僑行動為滯留在武漢的臺灣人，行動前臺灣方面擬出的優先名單人員為短期滯留者、慢性病患或長期特殊用藥、小孩及老人，並預定已確診武漢肺炎個案不會登機，上機前需檢疫，在機上時所有人員穿著全身防護裝備（頭套、隔離衣、N95口罩等）。2月3日晚間200多人在武漢搭乘中国东方航空專機，兩小時後即抵達臺灣的桃園國際機場，共計247名乘客，共計247名乘客，但北京市政協顧問兼國民黨中央委員徐正文起飛前一小時傳給陸委會的244人搭機名冊，與優先撤離名單出入甚大，並非更有迫切需求的臺灣人，且有數十名非中華民國籍而是持居留證的中國大陸籍配偶，另外在臨時加進的3名乘客中，於下機後發現有確診一名，而飛行過程機上乘客未穿防護衣中國大陸方面認為把所有人接續用中国东方航空返台不存在優先次序之問題，陸委會則認為除了優先名單不符外，登機檢疫、機上防疫等工作亦不確實，使中華民國政府得再考量台灣人感染風險和現行防疫能量。在兩岸未有共識下，下一批返台實施計畫暫緩。
中國大陸湖北省台办副主任邢军志在2月7日采访中，说明包机由湖北省和武汉市台办负责组织，武汉市台商协会协助，乘客名单由省台办决定，湖北省台办指名单原为250人，3人因登机前筛查未登机，徐正文亦非居中协调人，后续运送的安排坚决由中国东方航空实施运送。国台办在2月15日表示，经湖北方面核定比对，台方提供的第二批121人“优先运送名单”中排除了大量慢性病患者、60岁以上老人和不满18岁少年儿童，名单内真正需要优先的不足20人。国台办并质疑陸委會所称一名確診病例的真实性，指该乘客在武汉登机时无发热等任何疑似症状，要求台方提供该乘客的诊断资料。
第二批撤僑行動為日本鑽石公主號內的台灣人，中華民國政府和日本政府之間，沒有可否自主派機等非防疫的問題，在政治不阻礙防疫的情況下，逕行討論做法為避免對任一方產生防疫漏洞。在19位旅客篩檢後下船到2月21日華航包機撤僑，達到原訂防疫目標，包括了登機前檢疫、醫護隨行、機上防疫，而全員在下機篩檢兩採皆呈陰性後隔離14天。這兩次撤僑的方式（武漢和橫濱）後續也引發評比。

### 專機一覽
| 日期          | 執飛航空公司     | 出發地   | 目的地 | 執飛機材          | 乘客數 | 備註 |
| ------------- | ---------------- | -------- | ------ | ----------------- | ------ | --- |
| 2020年2月3日  | 中國東方航空(MU) | 武漢     | 桃園   | 空中巴士A330-300  | 247    | 撤僑第一波（撤僑第一班次，武汉市）。                                                                                      |
| 2020年2月21日 | 中華航空(CI)     | 東京羽田 | 桃園   | 波音737-8AL       | 19     | 撤僑第二波（撤僑第二班次，日本鑽石公主號）。                                                                              |
| 2020年3月2日  | 土耳其航空(TK)   | 伊斯坦堡 | 桃園   | 波音737-900ER     | 11     | 遣返專機。因前往特拉維夫，在經伊斯坦堡轉機時，與鑽石公主號以色列確診乘客同機，遭以色列政府限令立即離境。                  |
| 2020年3月10日 | 中華航空(CI)     | 武漢     | 桃園   | 空中巴士A330-300  | 169    | 撤僑第三波（撤僑第三、四班次，湖北省2班次）。                                                                             |
| 2020年3月11日 | 中國東方航空(MU) | 武漢     | 桃園   | 空中巴士A330-343  | 192    | 撤僑第三波（撤僑第三、四班次，湖北省2班次）。                                                                             |
| 2020年3月19日 | 智利南美航空(LA) | 利馬     | 邁阿密 | 空中巴士A319-112  | 72     | |
| 2020年3月29日 | 智利南美航空(LA) | 庫斯科   | 邁阿密 | 空中巴士A321-271N | 55     | 由庫斯科出發後中停利馬上客，除搭載台籍旅客另有日本籍29人、馬來西亞籍7人、新加坡籍14人及美國籍34人，合計139名乘客。        |
| 2020年3月29日 | 中華航空(CI)     | 上海     | 桃園   | 波音777-309ER     | 153    | 運用定期航班（CI-504）從上海接回滯留湖北的臺灣人，安排入住檢疫所集中檢疫。                                                |
| 2020年3月30日 | 中華航空(CI)     | 上海     | 桃園   | 波音777-309ER     | 214    | 運用定期航班（CI-504）從上海接回滯留湖北的臺灣人，安排入住檢疫所集中檢疫。                                                |
| 2020年4月18日 | 阿聯酋航空(EK)   | 杜拜     | 桃園   | 波音777-31HER     | 60     | 由杜拜辦事處及杜拜華僑聯誼會協調2地民航局、阿聯酋航空將定期貨機搭載滯留阿聯酋國民返台。                                   |
| 2020年4月20日 | 中華航空(CI)     | 上海     | 桃園   | 波音777-36NER     | 231    | 運用定期航班（CI-504）從上海接回滯留湖北的臺灣人，安排入住檢疫所集中檢疫。                                                |
| 2020年4月21日 | 中華航空(CI)     | 上海     | 桃園   | 波音777-309ER     | 229    | 運用定期航班（CI-504）從上海接回滯留湖北的臺灣人，安排入住檢疫所集中檢疫。                                                |
| 2020年5月5日  | 中華航空(CI)     | 德里     | 桃園   | 空中巴士A350-941  | 114    | 由印度台灣商會聯合總會租賃華航專機前往印度德里接載滯留印度、孟加拉的台灣人，以及在臺灣工作的15位外籍人士，合計129名乘客。 |
| 2020年5月15日 | 亞洲航空(AK)     | 馬列     | 吉隆坡 | 空中巴士A320-251N | 36     | 由馬來西亞檳城州台商會會長簽租包機，除搭載滯留馬爾地夫的台灣人另有日本籍6人、馬來西亞籍52人，合計94名乘客。               |
| 2020年6月7日  | LOT波蘭航空(LO)  | 華沙     | 桃園   | 波音787-8         | 116    | |
| 2020年7月12日 | 中華航空(CI)     | 德里     | 桃園   | 空中巴士A350-941  | 33     | 由印度台北協會租賃華航專機運載滯留印度的台灣人，另有17位印度籍人士，合計50名乘客。                                        |

### 國際合作
| 日期          | 主辦國 | 出發地   | 目的地    | 台灣人數 | 備註              |
| ------------- | ------ | -------- | --------- | -------- | ----------------- |
| 2020年2月7日  | 日本   | 武漢     | 東京-羽田 | 2        |                   |
| 2020年4月1日  | 日本   | 德里     | 東京-成田 | 12       |                   |
| 2020年4月28日 | 日本   | 阿布達比 | 東京-成田 | 11       |                   |
| 2020年4月28日 | 韓國   | 德里     | 首爾      | 30       |                   |
| 2020年5月26日 | 日本   | 莫斯科   | 東京-成田 | 96       | 含2名俄羅斯籍眷屬 |
| 2020年5月2日  | 美國   | 亞松森   | 邁阿密    | 22       | 含1名美國籍眷屬   |

## 2021年

### 專機一覽
| 日期          | 執飛航空公司       | 出發地 | 目的地 | 執飛機材         | 乘客數 | 備註            |
| ------------- | ------------------ | ------ | ------ | ---------------- | ------ | --------------- |
| 2021年6月26日 | LOT波蘭航空(LO)    | 華沙   | 桃園   | 空中巴士A330-300 | 111    |                 |
| 2021年8月8日  | 嘉魯達印尼航空(GA) | 雅加達 | 桃園   | 波音737-8U3      | 118    |                 |
| 2021年8月15日 | 緬甸國際航空(8M)   | 仰光   | 桃園   | 空中巴士A319     | 71     | 另有8名外籍人士 |

## 外部連結
- （繁體中文）（英文）衛生福利部疾病管制署（页面存档备份，存于）